# Denis Gremelmayr
Denis Gremelmayr (Heidelberg, 16 agosto 1981) è un ex tennista tedesco.

## Carriera
Passato al professionismo nel 2000, nel settembre dello stesso anno conquista la prima finale e il primo successo a livello futures in Giappone. Frequenterà questo circuito fino al 2005 quando, dopo otto successi complessivi e altre quattro finali perse, si dedicherà completamente a tornei di livello challenger. Al Thailand Open di Bangkok dello stesso anno vince il suo primo match in un torneo ATP eliminando Roko Karanušić per 6-2, 7-5. Nel gennaio 2006, con il terzo turno agli Australian Open, coglie quello che sarà il suo miglior risultato in un torneo del Grande slam arrivando fino al terzo turno dopo aver battuto nei primi due incontri Jonas Björkman e Robby Ginepri rispettivamente numero 66 e 18 del mondo, in luglio raggiunge il terzo turno anche a Kitzbühel e Washington, la settimana successiva con il successo su Kristof Vliegen al Masters di Toronto entra per la prima volta nei primi 100 del ranking.
Nella prima metà del 2007 non coglie risultati di rilievo e perde posizioni di classifica, in giugno però raggiunge la sua seconda finale ad un challenger a Košice, vince poi la sua prima finale in settembre a Düsseldorf e a novembre si ripete a Eckental. Ad inizio 2008 torna a vincere un match in un torneo dello slam a Melbourne, raggiunge il secondo turno anche a San José e Zagabria, ma soprattutto le due semifinali consecutive ad Estoril e Barcellona in cui viene eliminato dai primi due giocatori del ranking Roger Federer e Rafael Nadal. Il 5 maggio 2008 tocca così il suo best ranking raggiungendo la 59ª posizione della classifica. Negli anni a seguire registrerà una flessione dalla quale si riprenderà nel 2010 con la vittoria di tre tornei challenger tra maggio e luglio riavvicinandosi così ai top-100 dopo essere scivolato oltre la 300ª.

## Statistiche
| Legend (Singles)                |
| Grand Slam (0)                  |
| ATP World Tour Masters 1000 (0) |
| ATP World Tour 500 (0)          |
| ATP World Tour 250 (0)          |
| ATP Challenger Tour (6)         |
| ITF Futures (8)                 |

| N.  | Data              | Torneo                      | Superficie  | Avversario in finale  | Punteggio     |
| 1.  | 25 settembre 2000 | Kawaguchi                   | Cemento     | Leigh Holland         | 6–1, 6–2      |
| 2.  | 8 gennaio 2001    | Jorhat                      | Terra rossa | Fabio Maggi           | 7–6, 7–5      |
| 3.  | 8 ottobre 2001    | Santo Domingo               | Terra rossa | José de Armas         | 6–4, 6–0      |
| 4.  | 21 gennaio 2002   | Dubai                       | Cemento     | Jaroslav Levinský     | W/O           |
| 5.  | 25 agosto 2003    | Enschede                    | Terra rossa | Robert Lindstedt      | 6–3, 3–6, 6–3 |
| 6.  | 1º novembre 2004  | Bangkok                     | Cemento     | Ruben de Kleijn       | 6–4, 6–0      |
| 7.  | 27 giugno 2005    | Heerhugowaard               | Terra rossa | Nicolás Todero        | 6–4, 6–2      |
| 8.  | 4 luglio 2005     | Kassel                      | Terra rossa | Sascha Klör           | 6–2, 6–1      |
| 9.  | 3 settembre 2007  | Düsseldorf                  | Terra rossa | Andreas Haider-Maurer | 6–7, 6–2, 6–4 |
| 10. | 5 novembre 2007   | Bauer Cup, Eckental         | Sintetico   | Roko Karanušić        | W/O           |
| 11. | 3 novembre 2008   | Bauer Cup, Eckental         | Sintetico   | Roko Karanušić        | 6–2, 7–5      |
| 12. | 23 maggio 2010    | Cremona Challenger, Cremona | Cemento     | Marius Copil          | 6–4, 7–5      |
| 13. | 5 luglio 2010     | Siemens Open, Scheveningen  | Terra rossa | Thomas Schoorel       | 7–5, 6–4      |
| 14. | 19 luglio 2010    | Poznań Porsche Open, Poznań | Terra rossa | Andrej Kuznecov       | 6–1, 6–2      |